# Es Migjorn Gran
Es Migjorn Gran (hiszp. San Cristóbal) – miasto w Hiszpanii, na Minorce, zlokalizowane w centrum wyspy, bez dostępu do morza, na południe od Es Mercadal. Liczba mieszkańców: 1.522, gęstość zaludnienia: 48,41 osób/km², powierzchnia: 31,44 km².
Najmłodsze miasto wyspy – do 1989 część Es Mercadal.
Do zabytków i osobliwości należą:
- kościół św. Krzysztofa (10 lipca odbywa się tu procesja nietypowych pojazdów mechanicznych),
- targowisko lokalnego rękodzieła – w letnie wtorki[1].

Z miejscowością związani byli:
- Francesc d’Albranca – folklorysta, twórca kolekcji etnograficznej w miejscowej bibliotece,
- Joan Riudavets – jeden z najstarszych ludzi w Hiszpanii (zmarł w 2004 w wieku 114 lat)[1].